# نيسان الميرا
نيسان الميرا هي سيارة من إنتاج شركة نيسان موتورز.